# Arnold Bögli
Arnold Bögli   (La Chaux-de-Fonds, 30 de maig de 1897 - valor desconegut) va ser un lluitador suís, especialista en lluita lliure, que va competir durant la dècada de 1920.
El 1928 va prendre part en els Jocs Olímpics d'Amsterdam, on guanyà la medalla de bronze en la competició del pes semipesant del programa lluita lliure.